# Колдуэлл, Клайд
Клайд Колдуэлл (англ. Clyde Caldwell; род. 1948) — американский художник-иллюстратор, один из признанных классиков в жанре фэнтези. Широкую известность ему принесли работы для серии ролевых игр Dungeons & Dragons.

## Ранние годы
Клайд Колдуэлл родился в небольшом городе Гастония в Северной Каролине.
Он рос одарённым мальчиком, и с детства увлекался научной фантастикой. В первую очередь произведениями Эдгара Райса Берроуза, печатавшихся в так называемых пальп-журналах, дешёвых по цене и всегда красочно иллюстрированных. Позже на него также оказали влияния произведения «Большой Тройки» американских писателей-фантастов — Айзека Азимова, Роберта Хайнлайна, Артура Кларка.
Клайд увлекся рисованием с ранних лет, также он играл на гитаре в местной подростковой группе, и пробовал себя в качестве писателя научной фантастики, но всё же предпочёл стать художником. Его родители одобряли его начинания, однако хотели, чтобы сын стал художником в более традиционных направлениях — пейзажи, натюрморты.
Он получил профессиональные навыки и диплом сначала в Университете Северной Каролины в Шарлотте, затем степень мастера изобразительных искусств в Университете Северной Каролины в Гринсборо.

## Карьера
В начале карьеры Колдуэлл работал художником-иллюстратором в местной газете «Charlotte Observer» и как фрилансер на ряд рекламных агентств. Он находился под влиянием законодателей моды в иллюстрировании фэнтези и научной фантастики, таких как Фрэнк Фразетта, Рой Кренкель, Джефри Кэтрин Джонс и стремился повторить их путь. Для того, чтобы пробиться на узкоспециализированный рынок фэнтези-иллюстрирования, Колдуэлл обзавелся тематическим портфолио, созданием которого занимался в свободное от работы время.
Первый значительный успех Колдуэллу принесла серия обложек для журнала Heavy Metal, после чего он работал как приглашённый художник для серии ролевых игр Dungeons & Dragons, издаваемых компанией TSR, Inc.. Колдуэлл трижды получал интересные заказы от TSR, Inc., а затем согласился на предложение стать штатным художником, для чего он переехал из Северной Каролины в Висконсин. Колдуэлл был штатным художником TSR, Inc. с 1982 по 1992 годы, за эти годы он был автором большого количества основной, а также сопутствующей рекламной и сувенирной продукции компании. Клайд Колдуэлл покинул TSR, Inc. в конце 1992 года, чтобы продолжить карьеру в качестве независимого художника.
В последующие годы Колдуэлл сотрудничал с такими компаниями как Baen Books, Wizards of the Coast, White Wolf Publishing, Palladium Games, Bethesda Softworks и др. Опубликовал несколько коллекционых альбомов со своими работами.

## Авторский стиль

Caller of the Hunt, 1999 г.

Колдуэлл начал свою профессиональною деятельность более 30-ти лет назад, и продолжает работать теми методами, которые были известны в то время, не прибегая к современным возможностям компьютерного графического дизайна. Сначала он создаёт карандашный эскиз, затем разрисовывает его масляными красками. Последние новшества технологического прогресса, которые он использует, это современная фотоаппаратура и фотоосветительные приборы, для создания качественных фотографий, которые служат вместо живых натурщиц.
Характерной чертой его творчества стало неизменное стремление подчеркнуть сексуальность образов женских персонажей фэнтези. Другой художник классик серии Dungeons & Dragons Ларри Элмор отметил, что Колдуэлл уделяет большое внимание мелким деталям, в частности элементам одежды, даже в тех случаях, когда это просто лохмотья. Также Элмор отметил, что драконы, нарисованные Колдуэллом, «более изящно извиваются» и «более змеевидные», чем версии предыдущих художников.

## Личная жизнь
Живёт в штате Висконсин, вместе с женой Шэрон, они примерно ровесники по возрасту. Шэрон в прошлом занималась преподавательской деятельностью. Их совместное хобби — путешествия.